# Dianella ensifolia
Dianella ensifolia är en grästrädsväxtart som först beskrevs av Carl von Linné och fick sitt nu gällande namn av Augustin Pyrame de Candolle. 
Dianella ensifolia ingår i släktet Dianella och familjen grästrädsväxter. Inga underarter finns listade i Catalogue of Life.

## Bildgalleri

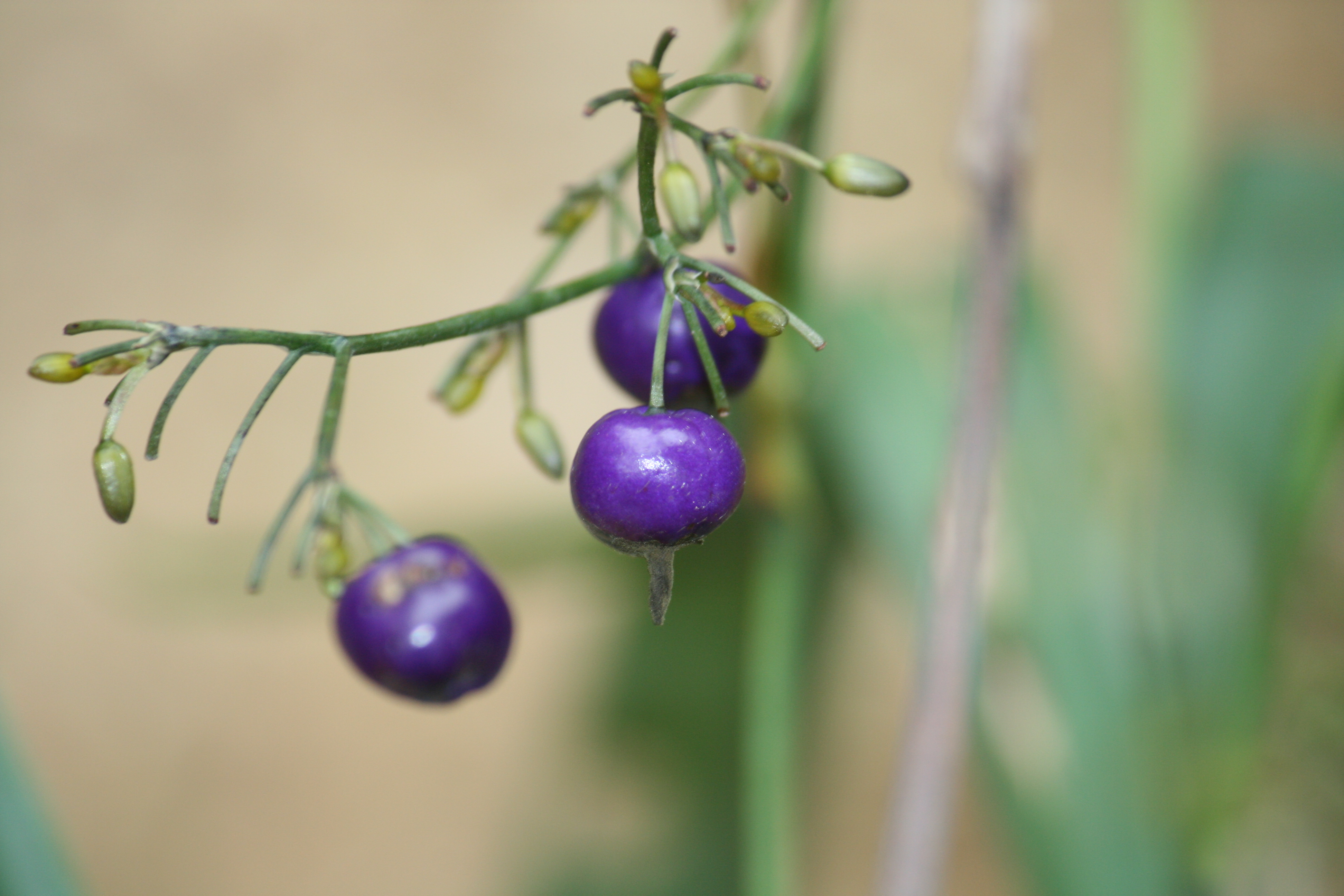
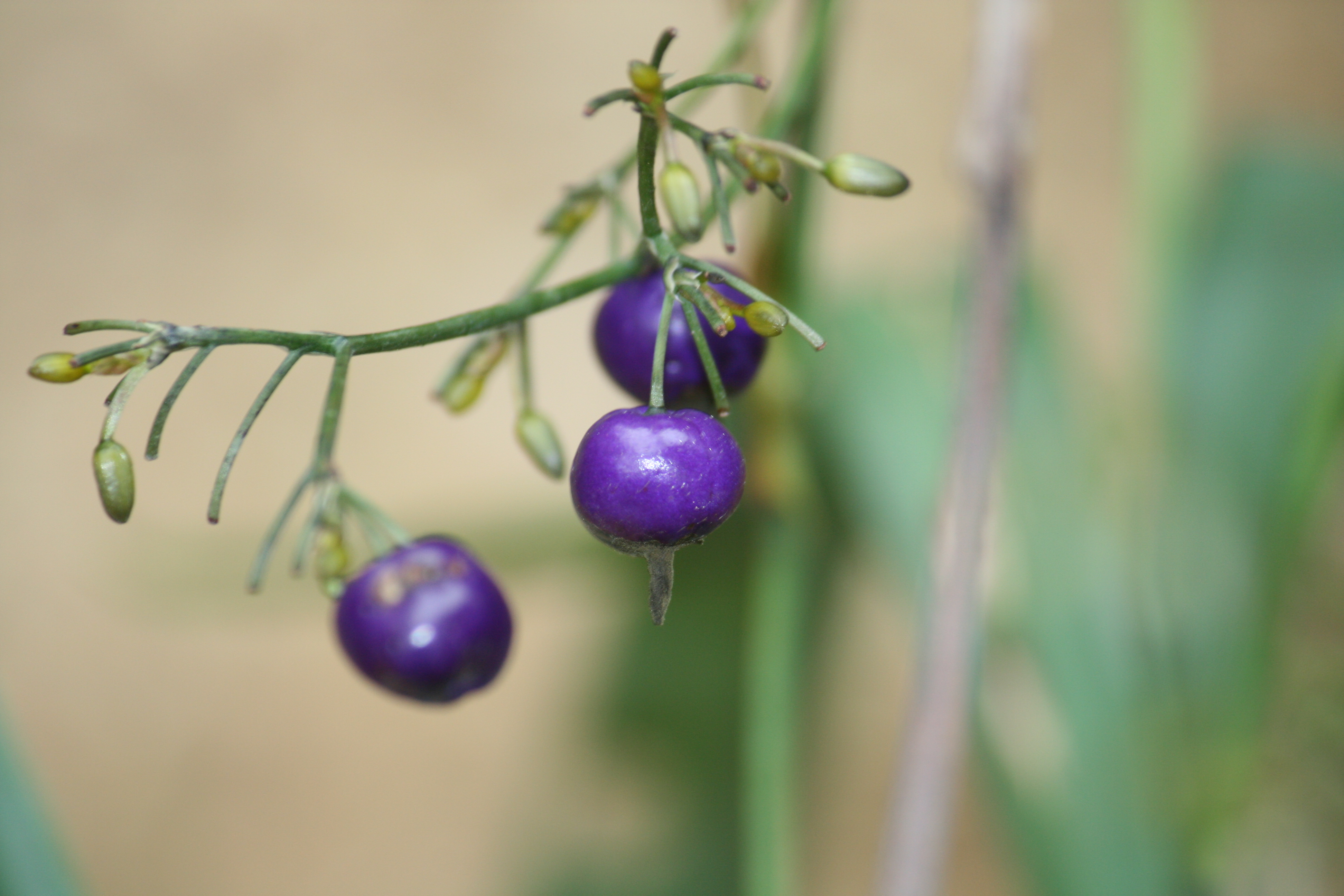
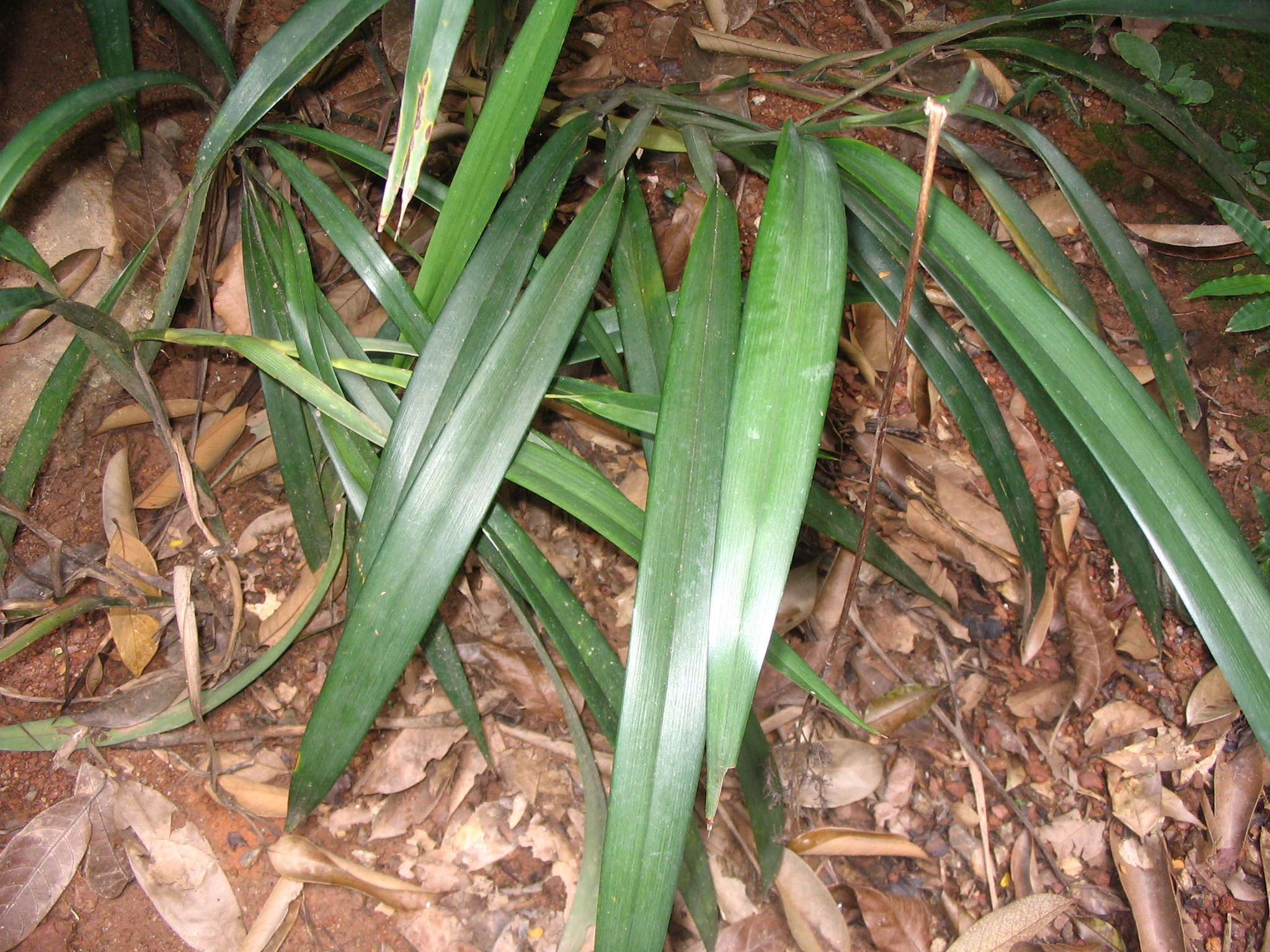
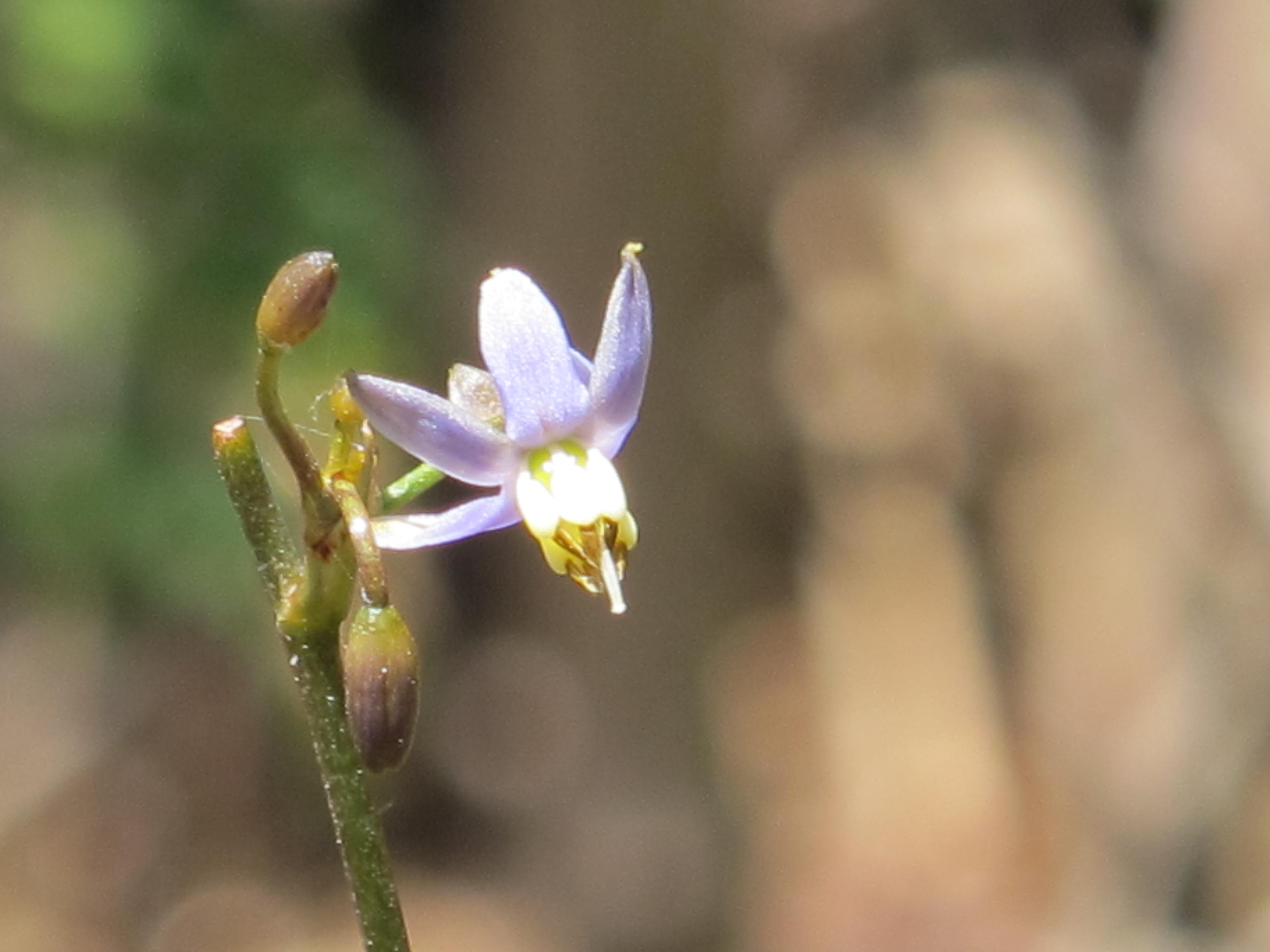
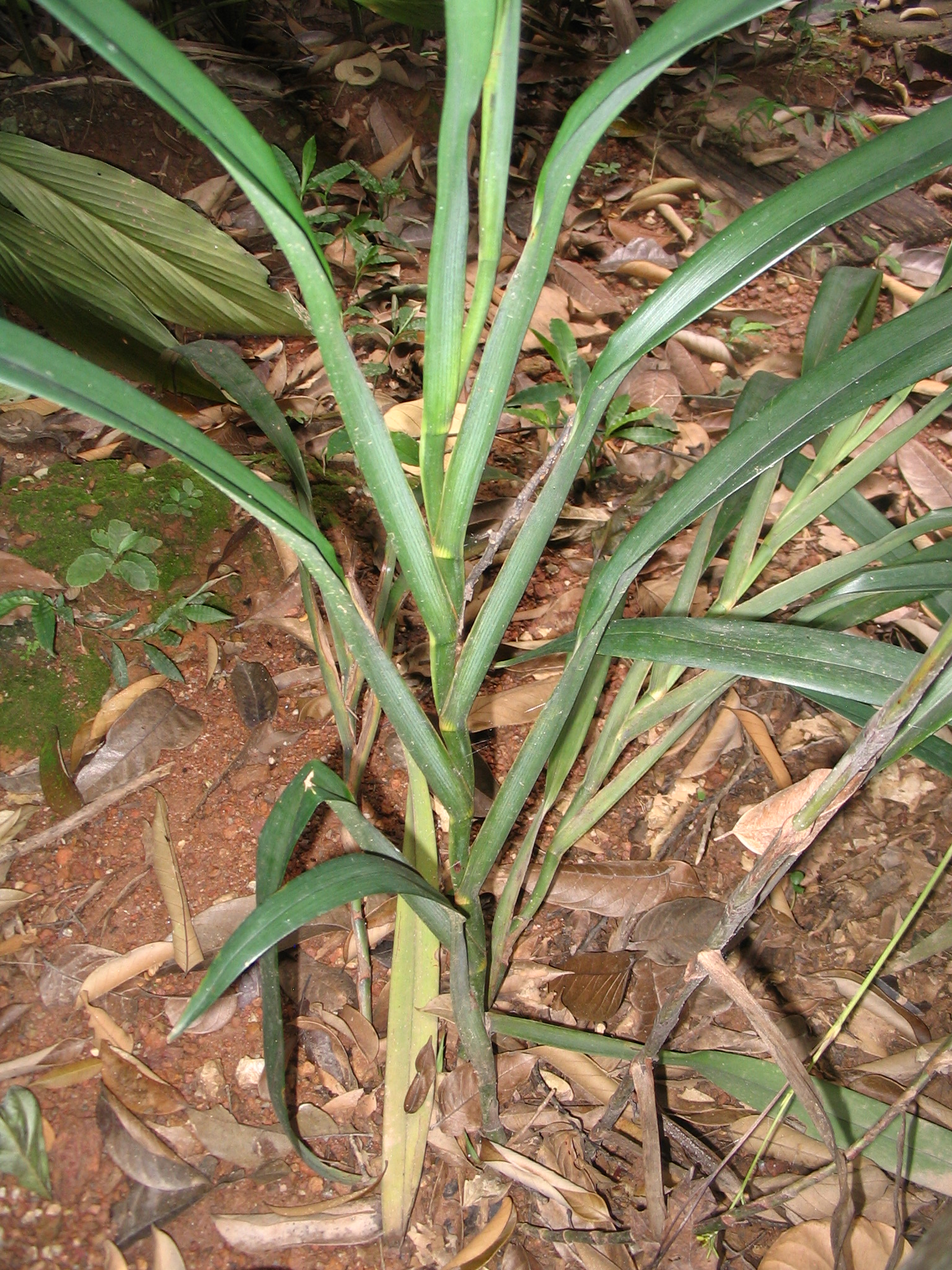